# 菅野村 (兵庫県宍粟郡)
菅野村（すがのむら）は、かつて兵庫県中西部（西播磨地区）に存在していた村。宍粟郡に属した。
1954年、山崎町に編入され、地方自治体として消滅した。
旧村域は現在の宍粟市山崎町の中西部に位置しており、菅野小学校区にほぼ相当する。

## 概要
現在の宍粟市山崎町高下、塩田、青木、市場、木谷とたつの市新宮町奥小屋に相当する。

## 沿革
- 1889年（明治22年）4月1日 町村制施行に伴い宍粟郡菅野村発足。
- 1939年（昭和14年）4月1日 奥小屋地区が揖保郡西栗栖村に編入。
- 1954年（昭和29年）10月1日 山崎町に編入されたため消滅。

## 教育
現在は各校とも宍粟市立となっている。
- 菅野村立菅野中学校（現在は山崎中学校との統廃合により廃止。）
- 菅野村立菅野小学校